# Nordkoreanische Volleyballnationalmannschaft der Männer
Die nordkoreanische Volleyballnationalmannschaft der Männer ist eine Auswahl der besten nordkoreanischen Spieler, die die Volleyball Association of the D.P.R. Korea bei internationalen Turnieren und Länderspielen repräsentiert.

## Geschichte

### Weltmeisterschaft
Bei der Volleyball-Weltmeisterschaft 1962 belegte Nordkorea den 13. Platz. Acht Jahre später wurden sie Neunter.

### Olympische Spiele
Nordkorea konnte sich noch nie für Olympische Spiele qualifizieren.

### Asienmeisterschaft
Die Nordkoreaner nahmen erst einmal an der Volleyball-Asienmeisterschaft teil. 1991 erreichten sie den elften Rang.

### World Cup
Nordkorea hat noch nie am World Cup teilgenommen.

### Weltliga
Die Weltliga fand bisher ohne Nordkorea statt.